# Rezolucja Rady Bezpieczeństwa ONZ nr 116
Rezolucja Rady Bezpieczeństwa ONZ nr 116 została przyjęta jednomyślnie 26 czerwca 1956 r.
Po przeanalizowaniu wniosku Tunezji o członkostwo w Organizacji Narodów Zjednoczonych, Rada zaleciła Zgromadzeniu Ogólnemu przyjęcie tego państwa do swojego grona.

## Źródło
- UNSCR - Resolution 116